# Жамойтин, Александр Адольфович
Жамойтин Александр Адольфович (8 мая 1935 года, дер. Самаровичи, Зельвенский район, — ?) — Герой Социалистического Труда, бывший председатель колхоза «Молодая гвардия».

## Биография
Свою трудовую деятельность начал полеводом местного колхоза. К этому времени он закончил Самаровичскую семилетку и учился в Кремяницкой вечерней школе, затем поступил в Жировичский сельскохозяйственный техникум. Важным составляющим успеха в своей работе заведующий производственного участка «Прогресс» считал применение передовых технологий в земледельческом деле, высокую культуру агротехники.

### Трудовой подвиг
За высокую урожайность зерновых А. А. Жамойтин был награждён в 1965 году первым орденом — «Знак Почёта».
В 1970 году за значительные успехи, достигнутые в увеличении производства и продажи государству зерна, сахарной свеклы, другой продукции земледелия, и проявленную трудовую доблесть в уборке урожая, 35-летнему заведующему производственного участка колхоза «Прогресс» Зельвенского района был вручен орден Ленина.
А уже через два года Указом Президиума Верховного Совета СССР от 13 декабря 1972 года как передовику сельского хозяйства Александру Жамойтину было присвоено звание Героя Социалистического Труда с вручением ордена Ленина и золотой медали «Серп и Молот». Звание Героя Социалистического труда присвоено за успехи в увеличении производства и продажи государству продуктов земледелия.
Александр Адольфович Жамойтин — единственный в Зельвенском районе, кто имел почетное звание Героя Социалистического Труда.